# Huang Jiahao
Huang Jiahao (chiń. 黄佳浩; ur. 17 sierpnia 1995 w Yiwu) – chiński snookerzysta. W 2024 roku wywalczył miejsce w World Snooker Tour na sezon snookerowy 2024/25 i 2025/26 .

## Kariera
Zanim został profesjonalistą, wielokrotnie występował z dziką kartą w międzynarodowych turniejach snookera w Chinach. Podczas turnieju Shanghai Masters 2014 grał z byłym mistrzem świata Kenem Dohertym i przegrał 3-5. Został pokonany przez Olivera Linesa w International Championship w Chengdu w 2014 roku. W Xuzhou Open 2015  znalazł się wśród 64 najlepszych zawodników lecz przegrał ze zwycięzcą Joe Perrym. Pokonał Hammada Miaha w rundzie dzikiej karty podczas World Open 2016 i dotarł do głównej drabinki w turnieju w Yushan, gdzie przegrał ze swoim rodakiem Zhou Yuelongiem. Dotarł do 1/8 finału turnieju Haining Open 2016, pokonując Tian Pengfeia i Kurta Maflina, zanim przegrał z Martinem Gouldem.
Rywalizując na szczeblu krajowym, był członkiem drużyny Guangdong wraz z Fang Xiongmanem i Bai Langningiem, która zdobyła Puchar CBSA 2020, pokonując w finale drużynę Xinjiang. W 2021 roku zajął drugie miejsce w turnieju Haining Open. W finale został pokonany przez swojego rodaka He Guoqianga. W lipcu 2022 roku reprezentował Yushan na turnieju drużynowym w Chinach, u boku Bai Langninga i Xing Zihao.
W sierpniu 2023 roku dotarł do 1/8 finału turnieju CBSA Tour, Huangguoshu Open w Anshun, gdzie został pokonany przez Kyrena Wilsona.

### Kariera zawodowa
Dzięki swoim występom w CBSA China Tour zapewnił sobie miejsce w World Snooker Tour od sezonu snookerowego 2024/25. W czerwcu 2024 roku zadebiutował w Championship League 2024 w Leicester. W grudniu 2024 dotarł do ćwierćfinału turnieju Snooker Shoot Out 2024, w którym pokonał m.in. Davida Gilberta, zanim został pokonany przez późniejszego zwycięzcę , Toma Forda.
W czerwcu 2025 roku, w pierwszej rundzie kwalifikacji do Wuhan Open 2025, został pokonany przez byłego mistrza świata Johna Higginsa. Trafił do grupy rozgrywanej systemem każdy z każdym w Championship League gdzie zmierzą się z nim Ali Carter oraz walijska para Jack Bradford i Liam Davies.

## Występy w turniejach w karierze
| Ranking                      | [ i ]         | [ i ]         | [ i ]         | [ i ]         | [ i ]         | [ i ]         | [ i ]         | [ i ]         | [ i ]         | [ ii ]        | 87            |
| Turnieje rankingowe          |               |               |               |               |               |               |               |               |               |               |               |
| Championship League          | nierankingowy | nierankingowy | nierankingowy | nierankingowy | nierankingowy | nierankingowy | nierankingowy | nierankingowy | A             | RR            | RR            |
| Saudi Arabia Masters         | nie rozegrano | nie rozegrano | nie rozegrano | nie rozegrano | nie rozegrano | nie rozegrano | nie rozegrano | nie rozegrano | nie rozegrano | 2R            |               |
| Wuhan Open                   | nie rozegrano | nie rozegrano | nie rozegrano | nie rozegrano | nie rozegrano | nie rozegrano | nie rozegrano | nie rozegrano | nie rozegrano | LQ            | LQ            |
| English Open                 | nie rozegrano | nie rozegrano | nie rozegrano | nie rozegrano | A             | A             | A             | A             | A             | LQ            |               |
| British Open                 | nie rozegrano | nie rozegrano | nie rozegrano | nie rozegrano | nie rozegrano | nie rozegrano | nie rozegrano | nie rozegrano | A             | LQ            | LQ            |
| Xi'an Grand Prix             | nie rozegrano | nie rozegrano | nie rozegrano | nie rozegrano | nie rozegrano | nie rozegrano | nie rozegrano | nie rozegrano | nie rozegrano | LQ            |               |
| Northern Ireland Open        | nie rozegrano | nie rozegrano | nie rozegrano | nie rozegrano | A             | A             | A             | A             | A             | LQ            |               |
| International Championship   | nie rozegrano | nie rozegrano | WR            | A             | A             | A             | A             | A             | NH            | LQ            |               |
| UK Championship              | A             | A             | A             | A             | A             | A             | A             | A             | A             | LQ            |               |
| Shoot Out                    | nierankingowy | nierankingowy | nierankingowy | nierankingowy | A             | A             | A             | A             | A             | QF            |               |
| Scottish Open                | MR            | nie rozegrano | nie rozegrano | nie rozegrano | A             | A             | A             | A             | A             | LQ            |               |
| German Masters               | A             | A             | A             | A             | A             | A             | A             | A             | A             | LQ            |               |
| World Grand Prix             | nie rozegrano | nie rozegrano | NR            | DNQ           | DNQ           | DNQ           | DNQ           | DNQ           | DNQ           | DNQ           |               |
| Players Championship         | DNQ           | DNQ           | DNQ           | DNQ           | DNQ           | DNQ           | DNQ           | DNQ           | DNQ           | DNQ           |               |
| Welsh Open                   | A             | A             | A             | A             | A             | A             | A             | A             | A             | WD            |               |
| World Open                   | A             | A             | nie rozegrano | nie rozegrano | 1R            | A             | A             | A             | NH            | LQ            |               |
| Tour Championship            | nie rozegrano | nie rozegrano | nie rozegrano | nie rozegrano | nie rozegrano | nie rozegrano | DNQ           | DNQ           | DNQ           | DNQ           |               |
| World Championship           | A             | A             | A             | A             | A             | A             | A             | A             | A             | LQ            |               |
| Dawne turnieje rankingowe    |               |               |               |               |               |               |               |               |               |               |               |
| Shanghai Masters             | nie rozegrano | nie rozegrano | WR            | A             | A             | A             | nierankingowy | nierankingowy | NH            | nierankingowy | nierankingowy |
| Dawne turnieje nierankingowe |               |               |               |               |               |               |               |               |               |               |               |
| Haining Open                 | nie rozegrano | nie rozegrano | Minor-Ranking | Minor-Ranking | 4R            | 1R            | 1R            | 1R            | F             | nie rozegrano | nie rozegrano |

1. 1 2 3 4 5 6 7 8 9  Był amatorem.
2. ↑  Nowi gracze w Tourze nie mają rankingu.

| Legenda tabeli wyników              | Legenda tabeli wyników       | Legenda tabeli wyników                     | Legenda tabeli wyników                                                              | Legenda tabeli wyników                     | Legenda tabeli wyników                     |
| ----------------------------------- | ---------------------------- | ------------------------------------------ | ----------------------------------------------------------------------------------- | ------------------------------------------ | ------------------------------------------ |
| LQ                                  | odpadnięcie w kwalifikacjach | #R                                         | odpadnięcie we wczesnej fazie turnieju (WR = runda dzikich kart, RR = faza grupowa) | QF                                         | przegrana w ćwierćfinale                   |
| SF                                  | przegrana w półfinale        | F                                          | przegrana w finale                                                                  | W                                          | zwycięstwo                                 |
| DNQ                                 | nie zakwalifikował/a się     | A                                          | nie brał/a udziału                                                                  | WD                                         | zrezygnował/a w trakcie turnieju           |
| Legenda oznaczeń w tabelach wyników |                              |                                            |                                                                                     |                                            |                                            |
| NH / Nie roz.                       | NH / Nie roz.                | Turniej nie odbył się.                     | Turniej nie odbył się.                                                              | Turniej nie odbył się.                     | Turniej nie odbył się.                     |
| NR / Nie-rank.                      | NR / Nie-rank.               | Turniej nie był zaliczany jako rankingowy. | Turniej nie był zaliczany jako rankingowy.                                          | Turniej nie był zaliczany jako rankingowy. | Turniej nie był zaliczany jako rankingowy. |
| R / Rank.                           | R / Rank.                    | Turniej był zaliczany jako rankingowy.     | Turniej był zaliczany jako rankingowy.                                              | Turniej był zaliczany jako rankingowy.     | Turniej był zaliczany jako rankingowy.     |
| MR / Minor-Rank.                    | MR / Minor-Rank.             | Turniej był zaliczany jako minor ranking.  | Turniej był zaliczany jako minor ranking.                                           | Turniej był zaliczany jako minor ranking.  | Turniej był zaliczany jako minor ranking.  |

## Finały w karierze

### Finały nierankingowe: 1
| Rezultat  |    | Rok  | Turniej      | Przeciwnik  | Wynik |
| --------- | -- | ---- | ------------ | ----------- | ----- |
| Finalista | 1. | 2021 | Haining Open | He Guoqiang | 0–5   |